# Silometopoides asiaticus
Espèce
Synonymes
- Silometopus asiaticus Eskov, 1995

Silometopoides asiaticus est une espèce d'araignées aranéomorphes de la famille des Linyphiidae.

## Distribution
Cette espèce est endémique du Kazakhstan. Elle se rencontre dans les monts Saur au Kazakhstan-Oriental.

## Publication originale
- Eskov & Marusik, 1995 : On the spiders from Saur Mt. range, eastern Kazakhstan (Arachnida: Araneae). Beiträge zur Araneologie, vol. 4, p. 55-94.